# Onthophagus brevifrons
Onthophagus brevifrons là một loài bọ cánh cứng trong họ Bọ hung (Scarabaeidae).